# Tercera reestructuració del deute de la Barcelona Traction
Segons els termes de la segona reestructuració del deute de la Barcelona Traction aprovada el 21 de setembre de 1918, a partir del juliol de 1921 s'iniciava un període de normalitat financera. Els interessos de les obligacions First Mortgage, que havien passat de rendir un 5% a rendir un 2%, s'incrementaven del 2% al 4%, havent-se de pagar l'increment en efectiu a primers de desembre de 1921. L'empresa va fer públic que no disposava de la liquiditat suficient per fer front al pagament de totes les obligacions en circulació.

## Antecedents

### Priorització a les obres
Ja el mes d'abril de 1921 la Barcelona Traction, Edward Robert Peacock, president del consell d'administració de la companyia, donava les instruccions necessàries perquè tots els recursos que excedissin dels necessaris per pagar els interessos del venciment de juny de 1921 s'empressin per finançar les obres de construcció que l'empresa tenia en marxa (principalment la central de Camarasa), obviant l'increment de costos financers previstos.

### Tipus de canvi de la lliura esterlina
Els ingressos de la companyia es feien en pessetes, mentre que una gran part del deute estava denominat en lliures esterlines. En aquestes circumstàncies, la pèrdua de valor de la pesseta respecta a la lliura era un problema, doncs incrementava els costos de la societat. Així el tipus de canvi en 1920 era de 23,32 pessetes per lliura, i el 1921 el canvi va ser de 28,52. Mancaven més pessetes per pagar la mateixa quantitat de lliures esterlines.

## Els termes de l'acord
El 29 de desembre de 1921, va tenir lloc a Londres la reunió de titulars d'obligacions hipotecàries i va aprovar el tercer programa de reorganització financera presentat pel comitè de portadors de bons. El mateix dia i al mateix lloc, se celebrà l'assemblea dels portadors dels 5,5% Income Bonds per modificar els drets d'aquests bons que, d'acord amb el la convenció de la segona reestructuració del deute de la Barcelona Traction  de 1918 s'havien bescanviat contra les 10-Year Notes.
Els acords representaven un sacrifici important pels obligacionistes. Els portadors de First Mortgage veien que els interessos meritats des de 1914 es podien reduir a zero, segons la situació de l'empresa, i els portadors de Prior Lien B veien el nominal reduït a la meitat.
El detall dels acords als quals van arribar és el següent:

### Obligacions First Mortgage
L'acord de 1918 establia que l'interès mínim de les obligacions First Mortgage passava automàticament del 2% al 4% a partir de juny de 1921. L'acord de 1921 no va augmentar la retribució al 4% sinó que a partir de l'1 de juny de 1921 la retribució de les obligacions seguia un esquema molt complicat. Una part variable de fins al 4% es pagaria en funció dels resultats semestrals de l'empresa, i si es pagava un 4% durant sis semestres consecutius, es meritava un 2% addicional.
S'autoritzava a la companyia a bescanviar les obligacions Income Bonds (emesos en la reestructuració de 1918 com a “pagament” dels interessos ajornats el 1915) per obligacions First Mortgage autoritzades però encara no emeses, a raó d'una lliura de valor nominal de les obligacions First Mortgage per cada cinc lliures nominals de les obligacions Income Bonds. Això representava una pèrdua del 80% pels portadors dels Income Bonds. Les Income Bonds redimides es cancel·larien.

### Obligacions Prior Lien B
Les obligacions Prior Lien B, exclusivament en poder els promotors de l'empresa, queden de fet fora de la tercera reestructuració del deute, però també patiren una quitació. El mateix any 1921, mitjançant un contracte entre la Barcelona Traction i la societat Spanish Securities propietat de Frederick Stark Pearson i que representava els interessos dels promotors, es dur a terme un intercanvi de les obligacions Prior Lien B per unes noves obligacions anomenades Secured Debentures amb un valor nominal inferior però que gaudien d'un interès del 8%, pagat en efectiu sense carències; el reemborsament es faria al 106% del valor nominal. Segons el contracte Spanish Securities traspassava a la Barcelona Traction obligacions Prior Lien B per valor nominal de 1.915.000 lliures esterlines i rebia a canvi obligacions Secured Debentures per un valor nominal de 1.050.000 lliures. El 1922 Spanish Securities va remetre a la Barcelona Traction les obligacions Prior Lien B que encara quedaven en circulació, per un valor de 84.500 lliures, per bescanviar-les per obligacions Secured Debentures per un import nominal de 50.000 lliures.